# Feliks Chwalibóg
Feliks Chwalibóg (ur. 6 września 1866, zm. 20 maja 1930 w Kielcach) – polski literat, filozof, publicysta, aforysta.
Ukończył studia na wydziale filozofii Uniwersytetu w Lipsku.
Jest autorem zbioru nowel Fraszki prozą (1904) oraz książki Aforyzmy, refleksje i nowe przysłowia (1929). Jego artykuły publicystyczne, fraszki, humoreski i aforyzmy publikowane były na łamach polskich czasopism, m.in. w Myśli Narodowej.
Za życia Chwalibóg był autorem niedocenianym, a potem wręcz został unicestwiony: Ludwik Bohdan Grzeniewski podaje, że Adam Bar w Słowniku pseudonimów i kryptonimów pisarzy polskich uznał hasło „Feliks Chwalibóg” za jeden z pseudonimów Antoniego Chołoniewskiego. W rezultacie wiele bibliotek umieszczało Chwaliboga w katalogach pod nazwiskiem Chołoniewski. 
Twórczość Chwaliboga docenił Tadeusz Boy-Żeleński dopiero cztery lata po jego śmierci. Ten wybitny znawca i tłumacz aforystyki francuskiej zachwycił się aforyzmami Chwaliboga, ale i tak w monografii biobibliograficznej Żeleńskiego Barbara Winklowa zmieniła „Chwaliboga” na „Chołoniewskiego”.
Jego kuzynem był Tadeusz Chwalibóg, poseł na Sejm II RP z ramienia Związku Ludowo-Narodowego.